# Sachsenwald-Filme
Als Sachsenwald-Filme werden einige Pornofilme bezeichnet, die im nationalsozialistischen Deutschland in den 1940er Jahren entstanden sein sollen. Die Filme werden unter dem Titel Das Sexte Reich als digitale Raubkopien im Internet vertrieben. Zwei der Filme (Der Fallensteller und Frühlingserwachen) befanden sich im Besitz des 2017 verstorbenen Mülheimer Experimental-Filmregisseurs und Medientheoretikers Werner Nekes.

## Echtheit
Der Investigativ-Fernsehjournalist Tilman Jens bestreitet die Authentizität der Filme. Der Filmhistoriker Jeanpaul Goeren zweifelt ebenfalls an der Echtheit. Laut Werner Grassmann, Mitbegründer des Hamburger Abaton-Kinos, in welchem die Filme Anfang der 1970er Jahre zu sehen waren, stammten die Filme aus den fünfziger und sechziger Jahren. Grassmann erklärte, er selbst habe die Legende in die Welt gebracht, dass die Nationalsozialisten diese Filme gegen Rüstungsgüter getauscht hätten. 
Auf Nachfragen des Berliner Tagesspiegels korrigierte Grassmann seine Aussagen. Wörtlich: „Er habe gegenüber Tilman Jens lediglich festgestellt, dass die Filme aus der Sammlung von Werner Nekes, die Thor Kunkel zum Gegenstand seines Romans gemacht hat, 1971 nicht im Abaton-Kino gezeigt wurden. Zu ihrer Echtheit habe er sich überhaupt nicht geäußert.“
Literarisch verarbeitet wurde dieses Thema von Thor Kunkel in seinem Buch Endstufe. Kunkel ist von der Echtheit überzeugt.

## Weblink
- „Vorstufe mit Nachspiel“. Werner Nekes im Interview mit der Zeitschrift K.West (Andreas Wilink und Andrej Klahn), April 2004